# Cristian Onetto
Pour les articles homonymes, voir Onetto.
Pas d'image ? Cliquez ici

a Compétitions nationales et continentales officielles uniquement.

b Matchs officiels uniquement.
Dernière mise à jour le 29 août 2023.
Cristian Onetto, né le 11 février 1983, est un joueur chilien de rugby à XV, international chilien, qui évolue aux postes de demi d'ouverture ou centre.

## Biographie
Il a disputé avec l'équipe du Chili des moins de 21 ans le championnat d'Amérique du Sud des moins de 21 ans en 2004.